# 크리스토프 M. 오트

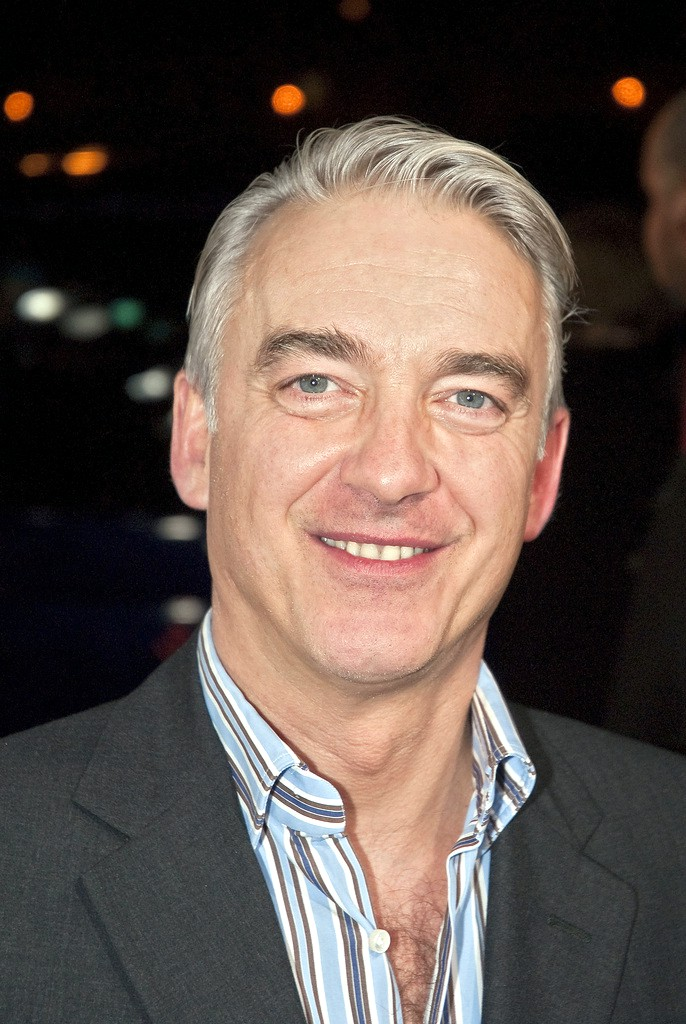

크리스토프 M. 오트(Christoph M. Ohrt, 1960년 3월 30일 ~ )는 독일의 배우, 영화배우, 연극 배우, 텔레비전 배우이다.
함부르크에서 태어났다.

## 영화
- 스나이퍼 3 - 라스트 타겟 (2001년) - 니콜라우스 역
- 헬리캅스 (1998년)
- 더 로스트 도터 (1997년)
- 블랙 머니 워 (1996년)
- 리벤지 (1988년)